# Alfa-amanitin
Alfa-amanitin (tudi α-Amanitin) je naravni strup, ki se v naravi pojavlja v nekaterih mušničarkah, predvsem v zeleni mušnici, pa tudi v nekaterih drugih gobjih vrstah (obrobljena kučmica, ...).
Amanitin že v majhnih količinah nepopravljivo poškoduje jetra in je zato najpogostejši vzrok smrtnih zastrupitev z gobami.